# Добиаш, Вацлав
Вацлав Добиаш (чеш. Václav Dobiáš; 22 сентября 1909, Радчице (ныне район Яблонец-над-Нисоу Либерецкого края Чехии) — 22 апреля 1978, Прага)
— чехословацкий композитор; музыкальный педагог, музыкальный и общественный деятель. Профессор (1950).

## Биография
Учился в Пражской консерватории под руководством Й. Фёрстера и В. Новака.
Член Коммунистической партии Чехословакии с 1945 г.
В 1950 г. — профессор Пражской Академии искусств. В 1955—1963 г. — возглавлял Союз чехословацких композиторов, в 1957—60 — председатель Государственного совета по делам культуры и искусства ЧССР, в 1960—1968 г. избирался членом президиума Комитета социалистической культуры при ЦК КПЧ.
В ранних работах композитора ощутимо значительное влияние народной музыки.
Главная тема творчества В. Добиаша — жизнь и трудовые победы народов социалистической Чехословакии.

## Избранные произведения
- Сюита для фортепиано (1939)
- Камерная симфония (1939)
- Концертино для скрипки (1941)
- Симфония (1943)
- «Сталинград», кантата (1945)
- Симфониетта (1946)
- «Приказ № 368» (1946)
- «Строй родину — укрепишь мир!» (3-я редакция 1950 г. отмечена Золотой медалью Мира)
- инструментальный нонет «О родной стране» (1952),
- Симфония № 2 (1956-57)
- Праздничная увертюра (1966)

## Награды
- Государственная премия ЧССР (1952),
- Премия им. К. Готвальда (1956).